# Goera vulpina
Goera vulpina är en nattsländeart som först beskrevs av Hagen 1859.  Goera vulpina ingår i släktet Goera och familjen grusrörsnattsländor. Inga underarter finns listade i Catalogue of Life.